# Giuseppe Compagno
Giuseppe Compagno (Palermo, 25 agosto 1967) è un allenatore di calcio ed ex calciatore italiano, di ruolo attaccante.

## Caratteristiche tecniche

### Giocatore
Giocava come ala, ed era dotato di dribbling, fantasia e buona tecnica individuale.

## Carriera

### Giocatore

#### Club
Cresce nel vivaio di Palermo e Atalanta, e con gli orobici esordisce in Serie A il 2 novembre 1986 in Verona-Atalanta 2-1. Colleziona 8 presenze nella stagione in cui la formazione bergamasca retrocede in Serie B ma arriva in finale di Coppa Italia: Compagno è titolare in entrambe le partite disputate contro il Napoli. Nella stagione successiva è poco impiegato (12 presenze e 3 reti, a cui si aggiunge una presenza in Coppa delle Coppe) e nel novembre 1988, dopo un'ulteriore presenza, passa in prestito al Piacenza, in Serie B, come parziale contropartita per il trasferimento di Armando Madonna in nerazzurro. La stagione non è positiva né a livello personale (22 presenze senza reti), né a livello di squadra: gli emiliani si classificano ultimi retrocedendo in Serie C1.
Rientra brevemente a Bergamo, dove gioca altre 4 partite in Serie A prima di essere ceduto definitivamente all'Avellino. Dopo una sola stagione in Irpinia si trasferisce per due campionati al Cosenza, con cui sfiora la promozione nella massima serie nella stagione 1991-1992 sotto la guida di Edy Reja: in quell'annata mette a segno 6 reti in 36 partite. La Serie A arriva comunque con il passaggio al neopromosso Pescara: disputa 22 partite nella prima stagione, culminata con la retrocessione, senza convincere appieno l'allenatore Giovanni Galeone, poi è titolare nella stagione successiva, quando mette a segno 7 reti (record personale). Nella stagione 1994-1995, tuttavia, finisce ai margini della squadra disputando appena 5 partite, e nel dicembre 1995 torna in Sicilia, vestendo la maglia del Palermo dei picciotti per quattro stagioni consecutive (due in Serie B e due in Serie C1).
Disputa ancora due stagioni di Serie C1 con le maglie di Ancona e Reggiana, prima di ritornare definitivamente in Sicilia. Gioca nelle serie minori con la Nissa, il Delianuova (entrambe in Serie D) e infine con il Carini, in Eccellenza.
In carriera ha totalizzato complessivamente 35 presenze in Serie A e 212 presenze e 21 reti in Serie B.

#### Nazionale
Convocato nella Nazionale Under-20, partecipa al Mondiale Under-20 nel 1987, collezionando una presenza.

### Allenatore
Dopo un periodo lontano dal calcio, nel 2008 è assunto dal Casteldaccia, formazione militante nella Promozione siciliana. Nel dicembre dello stesso anno viene esonerato.